# مونرو (شهرستان آدامز، ایندیانا)
مونرو (به انگلیسی: Monroe) یک شهرک در ایالات متحده آمریکا است که در شهرستان آدامز، ایندیانا واقع شده‌است. مونرو ۱٫۶۳ کیلومتر مربع مساحت و ۸۴۲ نفر جمعیت دارد و ۲۵۳٫۹ متر بالاتر از سطح دریا واقع شده‌است.